# Svadilfare
Svadilfare er i den nordiske mytologi en prægtig jættehingst. Den slæbte på et år stenene til muren, der omgiver Asgård. 
Aserne havde indgået et væddemål med Svadilfares ejer om, at hvis han kunne bygge muren på ét år, ville han få både solen og månen. Desuden skulle han have Freja. Da det så ud til at lykkes for ham med hjælp fra hesten, måtte Loke forhindre det. Han omskabte sig til en hoppe for at lokke hingsten væk fra arbejdet. Det lykkedes i sidste øjeblik, og jætten tabte væddemålet, men Loke måtte fortsætte som hoppe, indtil Sleipner blev født. Svadilfare og Loke er dermed Sleipners forældre.